# 职业医学

职业医学（英語：Occupational medicine），直到1960年被称为工业医学，是医学的一个分支，与维护工作场所的健康有关，包括疾病和伤害的预防和治疗，其次要目标是维持和提高工作场所的生产率和社会适应度。
因此，临床医学分支活跃在职业健康与安全领域。 职业医学专家致力于确保在工作场所达到并保持最高的职业健康和安全标准。虽然职业医学可能涉及许多学科，但它的重点是预防医学以及与工作场所有关的疾病，伤害和残疾的管理。职业医师必须具备临床医学的广泛知识，并在某些重要领域有胜任能力。 他们经常为国际机构，政府和国家机构，组织和工会提供建议。 职业医学与復健醫學和保险医学有上下文联系。

## 使命
职业医学旨在预防疾病和促进工人健康。职业健康医师必须：
- 了解工作场所的潜在危害，包括所用材料的毒性。
- 能够评估员工的工作适应性。
- 能够诊断和治疗职业病和伤害。
- 了解康复方法，健康教育以及有关工作场所健康的政府法律法规。
- 能够管理卫生服务的提供[6]。

职业医学可以被描述为：
“将临床医学，研究和倡导相结合的工作，以帮助需要卫生专业人员协助人们获得因为公司追求最大利润结果遭受的疾病的某种司法和保健服务，无论他们对工人或工人所在社区的影响。” 

## 历史
第一本职业医学教科书《工人的疾病》（De Morbis Artificum Diatriba）是由职业医学之父之称的意大利医生贝纳迪诺·拉马兹尼（Bernardino Ramazzini）于1700年撰写的。拉马兹尼医生是医学史上第一个记录工作环境与工人疾病间关系的医生，被视为职业病研究的奠基人。在行医过程中，他强调对患者职业及工作环境的询问，并对身体造成危害的环境进行了分类，如有害气体、粉尘、过冷或过热、湿度以及不良的工作姿势等，他建议某些特殊工作人员佩戴面罩。

## 政府机构

### 聯合國
- 國際勞工組織（ILO）

### 美国
- 美国国家职业安全卫生研究所（NIOSH）
- 职业安全与健康管理局（英语：Occupational Safety and Health Administration）（OSHA）

## 非政府组织

### 国际的非政府组织
- 国际职业卫生委员会（英语：International Commission on Occupational Health）（ICOH）
- 职业医学研究所（英语：Institute of Occupational Medicine）（IOM）

### 加拿大
- 加拿大职业医学专家（英语：Occupational Medicine Specialists of Canada）

### 英国
- 职业医学学院（英国）（英语：Faculty of Occupational Medicine (United Kingdom)）

### 美国
- 美国工業衛生師協會（英语：American Conference of Governmental Industrial Hygienists）（ACGIH）
- 美国职业与环境医学学院（英语：American College of Occupational and Environmental Medicine）（ACOEM）

### 欧洲
- 欧洲环境与职业医学学会 (EOM)

## 参阅
- 工業與組織心理學
- 职业病
- 鐳女郎